# Дифракція Френеля

Схематичне зображення експерименту з дифракції від круглого отвору

Дифракція Френеля — дифракційна картина, яка спостерігається на невеликій віддалі від перешкоди, в умовах, коли основний внесок у інтерференційну картину дають границі екрану.
На малюнку справа схематично зображений непрозорий екран із круглим отвором (апертура), за яким розташоване джерело світла, зображення фіксується на іншому екрані. Внаслідок дифракції світло, яке проходить через отвір розходиться, тож область, яка була б тінню згідно з геометричною оптикою, буде частково освітленою. Натомість в області, яка при прямолінійному розповсюджені світла була б освітленою, спостерігатимуться коливання інтенсивності освітлення у вигляді концентричних кілець.
Дифракційна картина у випадку дифракції Френеля залежить від віддалі між екранами й від розташування джерела світла. Її можна розрахувати, вважаючи, що кожна точка у перетині апертури випромінює сферичну хвилю згідно з принципом Гюйгенса. У точці спостереження (на другому екрані) хвилі або підсилюють одна одну або гасяться в залежності від різниці ходу.

## Дифракція на краю екрана

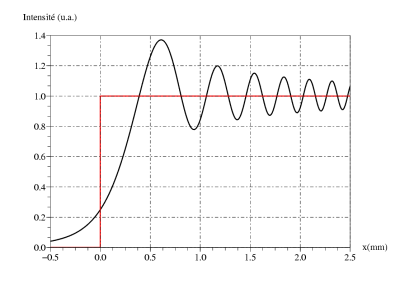

На малюнку справа показано розподіл інтенсивності світла при дифракції на краю плоского екрана. Світло частково заходить у область геометричної тіні (від'ємні координати), а в області проходження його інтенсивність осцилює.